# Simes sjö
Simes sjö är en sjö i Borlänge kommun i Dalarna och ingår i Dalälvens huvudavrinningsområde.